# Polizeiarzt Simon Lark
Polizeiarzt Simon Lark (Originaltitel: Dr. Simon Locke, ab der zweiten Staffel Police Surgeon) ist eine kanadische Fernsehserie, die zwischen 1971 und 1974 produziert und mittels Content-Syndication auch in den USA ausgestrahlt wurde.

## Handlung
Der junge Arzt Dr. Simon Lark aus Toronto nimmt eine Stelle in der fiktiven Kleinstadt Dixon Mills an. Er assistiert dem erfahrenen Arzt Dr. Andrew Sellers bei Notfällen und arbeitet mit dem Sheriff Dan Palmer und der Krankenschwester Louise Wynn zusammen. 
Nach dem Ende der ersten Staffel kehrt Lark in die Großstadt zurück, in der er als Polizeiarzt zunächst unter Lieutenant Dan Palmer und später unter Lieutenant Jack Gordon tätig ist. Das Tätigkeitsfeld von Lark ändert sich hierdurch stark, da er nun in die Aufklärung von Kriminalfällen mit einbezogen ist.

## Hintergrund
Die Serie wurde unter anderem mit Mitteln des Colgate-Palmolive-Konzerns getragen, litt jedoch unter starkem Kostendruck. Der Hollywoodveteran und Oscarpreisträger Jack Albertson, der als Zugpferd der Serie engagiert worden war, kündigte aufgrund der miserablen Produktionsbedingungen und der seiner Meinung nach minderen Qualität der Serie. Dies war auch der Grund für die komplette Neuausrichtung der Serie ab der zweiten Staffel. Als Gaststars traten vor allem kanadische Schauspieler wie William Shatner, Leslie Nielsen und John Candy auf, zu den weiteren Gaststars zählten unter anderem Donald Pleasence und Keenan Wynn.
Von den insgesamt 104 produzierten Folgen in vier Staffeln strahlte das ZDF ab dem 19. November 1979 25 Folgen jeweils montags im Vorabendprogramm aus, diese stammten allesamt aus der dritten Staffel. Wiederholungen erfolgten 1981 und 1984. In der deutschen Bearbeitung wurde der Name des Hauptcharakters von Locke auf Lark geändert.